# Традиционалне вештине ткања тепиха у Кашану
Традиционалне вештине ткања тепиха у Кашану почињу са дизајном, који је разрађен између низа основних стилова, укључујући и мотиве као што су цвеће, лишће, гране, животиње и сцене из историје. Ткани су на ткалачком разбоју познатом као дар, са основом и потком од памука или свиле. Вуна или свила веже се на основу с препознатљивим персијским чвором (сенех), које на месту држи ред ткања, притиснут чешљем. Персијски стил ткања (такође познат као асиметрично чворовање) посебно деликатно се примењује у Кашану, тако да је задња страна тепиха фино и равномерно замршена. Боје тепиха из Кашана долазе из различитих природних боја, укључујући корен броћике, коре ораха и нара и лишћа винове лозе. Традиционалне вештине ткања кашанских тепиха преносе се на ћерке путем шегртовања под инструкцијама њихових мајки и бака. Шегртовање је такође начин на који се људи уче вештини дизајнирања, бојења, стрижења, изградње разбоја и израде алата. Кашан је дуго био центар за производњу лепих тепиха и скоро један од три његових становника запослен је у изради тепиха, с више од две трећине женских ткалаца. Традиционалне вештине ткања тепиха у Кашану уврштена је на Унеско листу нематеријалног културног наслеђа 2010. године.

## Галерија
- Тепих из Кашана
- Свилени тепих из Кашана